# Tyrawa Solna
Tyrawa Solna – wieś w Polsce, położona w województwie podkarpackim, w powiecie sanockim, w gminie Sanok. Leży u ujścia Tyrawki do Sanu.
Wieś leży w Górach Słonnych. Zarówno jej nazwa, jak i gór pochodzi od słonych źródeł, z których warzono sól już w epoce brązu.

## Integralne części wsi
| SIMC    | Nazwa        | Rodzaj    |
| ------- | ------------ | --------- |
| 0359770 | Podczerniawa | część wsi |
| 0359787 | Za Rzeką     | część wsi |

## Historia
We wczesnym średniowieczu istniało tu również grodzisko. Do początku XV wieku była prawdopodobnie dzielnicą dzisiejszego Mrzygłodu, zwanego wówczas Tyrawą Królewską lub Wielką (w przeciwieństwie do Tyrawy Małej, dziś Wołoskiej), i to tego miejsca prawdopodobnie tyczył się przywilej lokacyjny Tyrawy (później Mrzygłodu). Pomiędzy 1425 (lokacja Tyrawy) a 1431 (pojawienie się nazw Tyrawa Solna i Królewska) San (początkowo opływający miejscowość od zachodu) zmienił koryto rozdzielając obie osady. Od tej Tyrawy prawdopodobnie pochodzi pojęcie "sól tyrawska", występujące w dokumentach celnych z Sandomierza z okresu średniowiecza dotyczących handlu rzecznego na Sanie.
Tyrawa Solna położona była na przełomie XVI i XVII wieku w ziemi sanockiej województwa ruskiego, w 1565 roku istniała tu jedna bania żupy solnej przemyskiej, w drugiej połowie XVII wieku należała do folwarku zasańskiego starostwa krośnieńskiego.
W połowie XIX wieku posiadłości tabularne w Tyrawie Solnej były własnością rządową. Pod koniec XIX wieku właścicielami tabularnymi dóbr we wsi byli Abisz i Sosche (Sosie, Zosie) Kanner. Na przełomie XIX/XX wieku właścicielem posiadłości tabularnej w Tyrawie Solnej był Stanisław Nowak, który w 1905 posiadał we wsi obszar leśny 735 ha. W 1911 właścicielami tabularnymi byli Stanisław, Eugeniusz i Tadeusz, posiadający 235 ha.

### Archeologia
Z epoki brązu pochodzą odnalezione w 1938 brązowe naramienniki datowane wstępnie na ok. 700 r. p.n.e. Podczas praktyk archeologicznych w sezonie 2016 odkryto na terenie wsi ceramiczne instalacje solowarskie oraz fragmenty naczyń, które służyły do produkcji soli między rokiem 1000 p.n.e. do 700 r. p.n.e. Kierownikiem misji archeologicznej jest dr Maciej Dębiec z Instytutu Archeologii Uniwersytetu Rzeszowskiego wraz z prof. Thomasem Saile z Uniwersytetu w Ratyzbonie. Ostatnie żupy solne zostały zlikwidowane przez władze austriackie po wyczerpaniu się przemysłowych zasobów tych złóż, choć istnieją relacje o uzyskiwaniu soli w celach zarobkowych przez miejscowych chłopów jeszcze w latach II wojny światowej. Współczesne analizy wody pochodzącej z jednej ze starych kopanek w okolicach Tyrawy Solnej wskazują na zawartość soli do 11%.
W latach 1975–1998 miejscowość administracyjnie należała do województwa krośnieńskiego.
W 1882 urodziła się tutaj ukraińska poetka Olena Jasienicka-Wołoszyn.

## Zabytki
We wsi znajduje się dawna cerkiew parafialna greckokatolicka pw. św. Jana Chrzciciela wzniesiona w 1837 r. z fundacji ówczesnego parocha (plebana) tyrawskiego Jereja Mejnickiego. Cerkiew prezentuje typ budownictwa ludowego w duchu klasycystycznym z wyraźnymi cechami latynizacji. Obecnie świątynia pełni rolę rzymskokatolickiego kościoła filialnego Parafii Rozesłania Apostołów w Mrzygłodzie.